# Læreruddannelsens Musiklærerforening
Læreruddannelsens Musiklærerforening er en faglig forening for undervisere i musik på læreruddannelsen på en professionshøjskole.
Susanne Skov er foreningens formand.